# ديجيمون (فلم)
فلم ديجيمون هو فلم ياباني أمريكي، أُصدر في 6 أكتوبر، 2006.